# Énigme
Pour les articles homonymes, voir Énigme (homonymie).
Une énigme est une assertion, une phrase ou une question possédant une signification cachée, et mise sous la forme d'une devinette à résoudre. Elles sont de deux types : les énigmes à proprement parler, qui sont des problèmes généralement exprimées dans un langage métaphorique ou allégorique requérant de l'ingéniosité et une réflexion prudente afin de trouver la solution, et les conundra, qui sont des questions appuyant leur effet sur un calembour dans la question ou la réponse.

## Définition

### Sens
D'après le Dictionnaire de l'Académie française, une énigme est la « description, exposition  d'une chose naturelle en termes qui la déguisent, et qui la rendent
difficile à deviner. »

### Étymologie
Le mot provient du latin aenigma, « énigme », nom originaire du grec αἴνιγμα / aínigma, « ce qu'on laisse entendre, parole obscure, énigme ».

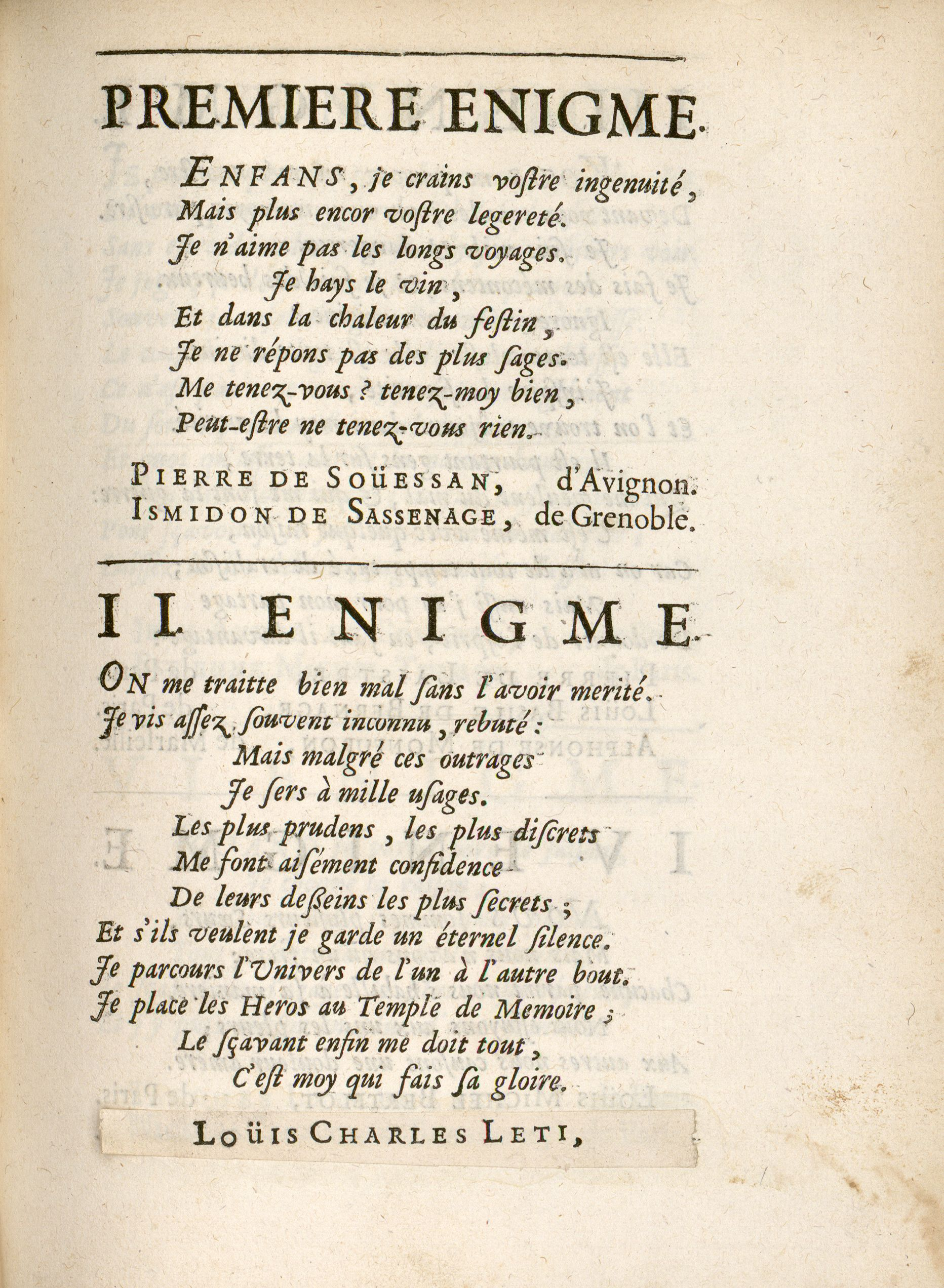
Enigmes qui seront expliquées par les petits pensionnaires du college de Louis le Grand, mardy 11. de may 1700. à deux heures aprés midy, Collège Louis le Grand (éd.), Bibliothèque de la Sorbonne, NuBIS, cote HJR 4= 55, pièce 21.

## Énigmes célèbres

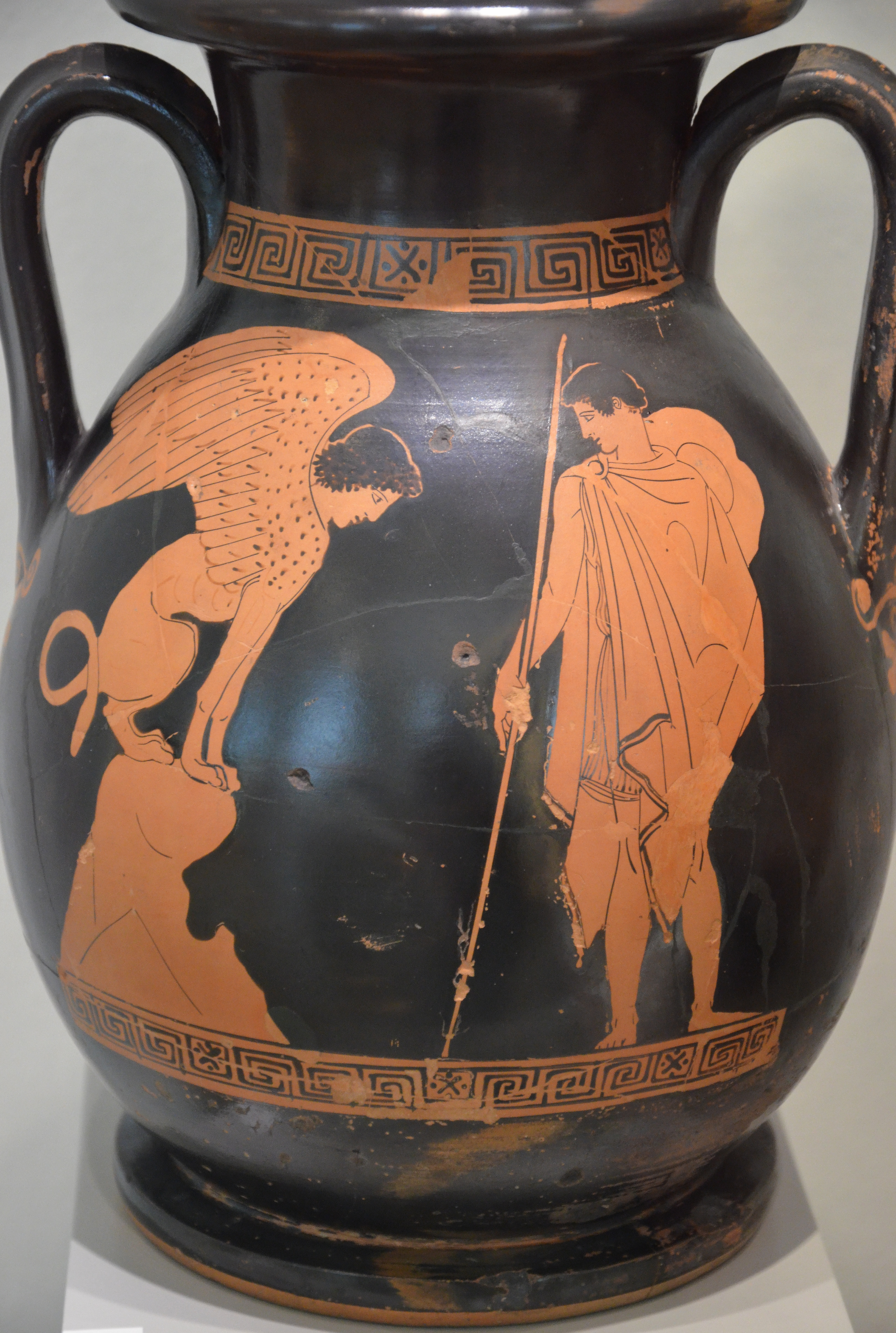
Pélike attique à figures rouges, Œdipe résout l'énigme du Sphinx et libère Thèbes, par le peintre Achille, 450-440 avant JC, Altes Museum Berlin.

### Œdipe et le sphinx
Dans la mythologie grecque, il est raconté qu'à Thèbes, le Sphinx se trouvait à l'extérieur de la ville et empêchait quiconque d'y pénétrer, à moins qu'il sût répondre correctement à son énigme, aujourd'hui fameuse : « quel être a quatre pattes le matin, deux le midi et trois le soir ? ». 
Ce fut Œdipe, fuyant Corinthe et souhaitant rentrer dans Thèbes, qui résolut l'énigme en répondant l'Homme, car il marche à quatre pattes enfant, sur ses deux jambes ensuite, pour en vieillissant commencer à se servir d'une canne. Les Thébains furent ainsi débarrassés du Sphinx. 
Pour résoudre cette énigme, il faut donc réussir à comprendre ce que signifient les termes. Le matin, le midi et le soir désignent non pas des moments de la journée mais des étapes de la vie et l'être désigné ne perd ou ne gagne pas de membres, il va juste s'appuyer sur certains ou sur d'autres au cours de sa vie.

## Différents types d'énigmes
Il peut s'agir d'un paradoxe, comme dans l'énigme du dollar manquant, ou d'un jeu mathématique comme dans l'énigme des trois maisons.
Dans les Saintes Écritures, une énigme est souvent prise pour une chose mystique et cachée.